# Al Plastino
Al Plastino   (Manhattan, 15 de desembre de 1921 - Patchogue, 25 de novembre de 2013)  va ser un dibuixant de còmics nord-americà més conegut com un dels artistes de Superman més prolífics dels anys 50, juntament amb el seu company de DC Comics Wayne Boring. Plastino també va treballar com a escriptor de còmics, editor, lletrista i colorista.
Amb l'escriptor Otto Binder, va co-crear els personatges de DC Supergirl i Brainiac, així com l'equip d'adolescents The Legion of Super-Heroes .

## Biografia
Nascut al Centre Mèdic Catòlic de Saint Vincent a Manhattan, Nova York, el 15 de desembre de 1921 i criat al Bronx, Plastino es va interessar per l'art des de l'escola primària. Va assistir a l' School of Industrial Art de la ciutat de Nova York, i després va començar a il·lustrar per a la revista Youth Today . Va ser acceptat a la universitat Cooper Union, però va optar per continuar treballant com a artista autònom. El seu primer treball de còmic acreditat conegut és com a penciler-entintador de les característiques dels superherois Dynamic Man i Major Victory i la història d'aventures medievals de Green Knight a Dynamic Comics núm.2 de Dynamic Publications (coberta del desembre de 1941). Abans de la guerra, Plastino va escriure alguns números de Captain America Comics.
Amb l'esclat de la Segona Guerra Mundial, Plastino i els seus germans van ser reclutats i va servir a l'exèrcit dels EUA. Allà, un esbós que havia fet per a un model d'avió que havia dissenyat va cridar l'atenció d'un oficial, el que va portar a ser assignat a Grumman Aerospace Corporation, al National Inventors Council i després al Pentàgon. Allà va ser destinat a l'oficina de l' Adjudant General, on va dissenyar cartells de guerra i manuals de camp. Després del seu acomiadament va començar a treballar als Steinberg Studios, dibuixant cartells de l'exèrcit.

### Còmics
Mentre treballava fora d'un estudi a la ciutat de Nova York amb altres dos dibuixants el 1948, Plastino va mostrar una mostra de dibuix de Superman a DC Comics, que li va oferir treballar a 35 dòlars la pàgina. Plastino, que havia sentit que els artistes de Superman rebien 55 dòlars per pàgina, va negociar una tarifa de 50 dòlars. Ara instal·lat al camp del còmic, va deixar en gran part altres treballs comercials durant dues dècades. Al principi de DC, Plastino es va veure obligat a copiar l'estil de Wayne Boring, però a poc a poc va començar a utilitzar el seu propi estil. Va fer 48 portades de Superman, així com innombrables històries de DC. Plastino i l'escriptor Bill Finger van produir la història per a Superman núm. 61 (novembre de 1949) en què la kriptonita, que s'havia originat al programa de ràdio The Adventures of Superman, va entrar als còmics. Va dibuixar la funció de Lois Lane a Showcase núm.9 (agost de 1957) que va servir com a prova per a la pròpia sèrie del personatge.
Plastino va treballar en diversos títols dins de la família de còmics de Superman, com Superboy i Superman's Girl Friend, Lois Lane. Plastino va dibuixar la història de Superboy a Adventure Comics núm.247 (abril de 1958) que va presentar la Legion of Super-Heroes, un equip de superherois adolescents del futur que finalment es va convertir en una de les característiques més populars de DC; amb l'escriptor Otto Binder, Plastino va co-crear els primers personatges de la Legió, Cosmic Boy, Lightning Lad (com a Lightning Boy) i Saturn Girl. Binder i Plastino van estrenar el vilà Brainiac i la Bottle City of Kandor a Action Comics núm.242 (juliol de 1958). Els dos homes van co-crear Supergirl in Action Comics núm.252 (maig de 1959). Plastino va dibuixar la primera aparició del supervillano Paràsit en Acció Comics núm.340 (agost de 1966).
El "gran orgull" de Plastino va ser una història que va dibuixar per a Superman núm.168 (abril de 1964, publicació prevista el febrer de 1964), titulada "La missió de Superman per al president Kennedy". La peça es va fer en col·laboració amb l' administració Kennedy per ajudar a promoure el programa nacional d'aptitud física del president. A la història, Superman visita la Casa Blanca i confia en el president John F. Kennedy la seva identitat secreta. La història es va produir poc abans que Kennedy fos assassinat, la qual cosa va portar a la cancel·lació de la seva publicació. A instàncies del president Lyndon B. Johnson, es va publicar dos mesos més tard, a Superman núm.170 (juny de 1964), amb Plastino afegint una portada que mostrava una figura fantasmal de Kennedy mirant des del cel a Superman sobrevolant. Washington, DC Plastino sempre havia cregut que l'obra d'art havia estat donada a la Biblioteca i Museu Presidencial John F. Kennedy de Boston, però l'obra d'art va ser posada a subhasta per una entitat privada a finals de 2013. Posteriorment DC Entertainment va comprar l'art i el va donar a la Biblioteca.
A principis de la dècada de 1970, DC Comics, tement que les versions de Superman i Jimmy Olsen de Jack Kirby fossin massa diferents de les seves representacions establertes, va assignar a Plastino (entre altres artistes) per tornar a dibuixar els caps d'aquests personatges en els diferents títols de Kirby. El 1996, Plastino va ser un dels molts artistes que van contribuir al one-shot de Superman: The Wedding Album on el personatge principal es va casar amb Lois Lane.

### Tires còmiques
Plastino va dibuixar el còmic sindicat de Batman amb Robin the Boy Wonder del 17 de març de 1968 a l'1 de gener de 1972 i va ser l'artista fantasma sense acreditar a la tira de Superman de 1960 a 1966. El 1970, es va fer càrrec de la tira sindicada Ferd'nand, que va dibuixar fins a la seva jubilació el 1989.
Plastino també va treballar als episodis dominicals de Nancy de 1982 a 1983 després de la mort d'Ernie Bushmiller. El lloc web oficial de Plastino diu que l'artista va rebre l'encàrrec del sindicat del diari United Media per fantasma de Peanuts quan Charles Schulz es va sotmetre a una cirurgia cardíaca el 1983, però David Michaelis, autor de Schulz and Peanuts: A Biography, va revelar que el president del sindicat William C. Payette havia contractat Plastino per extreure un endarreriment de tires de Peanuts durant les negociacions del contracte amb Schulz a la dècada de 1970. Quan Schulz i el sindicat van arribar a un acord reeixit, United Media va emmagatzemar aquestes tires inèdites, l'existència de les quals finalment es va fer pública.

## Vida personal
Plastino va viure durant molts anys a Shirley, Nova York, a Long Island. En el moment de la seva mort, el 25 de novembre de 2013, a l'Hospital Brookhaven de Patchogue, Nova York, patia la síndrome de Guillain-Barré. Ell i la seva dona AnnMarie van estar casats durant 55 anys. Van tenir quatre fills: Fred, Janice, Arlene i la més gran, MaryAnn, que gestionava els seus negocis.

### Còmics d'Avon
- Molly O'Day núm.1 (1945)

### Publicacions Centaure
- The Arrow núm.3 (1941)

### Chesler/Dinàmic
- Dynamic Comics núm. 2, 13 ( Dynamic Man ) (1941–1945)
- Punch Comics núm.2, 11, 13–14, 16 (1942–1946)
- Spotlight Comics núm.2 (1945)

### DC Comics
- Action Comics (Superman) núm.120, 122–128, 130–131, 133, 135, 139–140, 143, 145, 148–149, 152–157, 169–170, 172, 176–177, 183, 185, 193, 197, 201, 205, 208, 212–214, 217, 220, 222, 228, 242, 247, 249, 251–252, 254–255, 259–260, 271, 273, 281–282, 289, 291–292, 294, 296, 300–302, 306, 308, 314, 317, 320, 322–324, 328–329, 331–335, 337, 340, 341–345, 354, 361 (1948–1968)
- Adventure Comics (Superboy) núm.245, 247, 253, 256, 268, 271, 276, 278, 281, 286, 292, 294, 296, 298, 324, 333, 335, 341, 344 (1958–1966)
- Girls' Love Stories núm.12 (1951)
- Showcase núm.9 (Lois Lane) (1957)
- Superboy núm.59–60, 62, 65, 67, 79, 81, 83, 86, 88, 90, 93, 96, 98, 102, 105, 107–108, 110, 114, 116, 125, 128–129, 133, 137, 140, 143, 149 (1957–1968)
- Superman núm.53–56, 58–59, 61, 63–69, 71–73, 75–109, 112, 114–118, 120, 122, 124–125, 129–131, 133, 135–136, 138–139, 144–147, 150–153, 157, 160–161, 163–165, 169–171, 173–174, 178–180, 183–184, 186, 191, 193–194, 196–198, 201–206 (1948–1968)
- Superman's Girl Friend, Lois Lane núm.5, 12, 18, 20 (1958–1960)
- Superman's Pal Jimmy Olsen núm.50, 55–56, 60, 64, 73, 76, 78, 87 (1961–1965)
- Superman: The Wedding Album núm.1 (1996)
- World's Finest Comics núm.34, 39–43, 47, 49, 51, 54–58, 60–61, 64, 67, 70, 165 (1948–1967)

### Harvey Còmics
- All-New Short Story Comics núm.2 (1943)

### Revistes Empreses
- The American Air Forces núm.1–3, 74 (1944–1953)

### Marvel Comics
- Marvel Mystery Comics núm. 33–36 (1942)